# Vergangenheitspolitik
Der Begriff Vergangenheitspolitik wird von einigen Autoren statt des Begriffs Vergangenheitsbewältigung benutzt. Daneben wird der Begriff seit den 1990er Jahren generell in der internationalen Politikforschung benutzt im Zusammenhang mit der Aufarbeitung der eigenen Geschichte von Staaten, etwa im Hinblick auf diktatorische Regimes und Menschenrechtsverletzungen.

## Begriff in der deutschen Nachkriegszeit
Der Begriff bezeichnet die als zu mild beurteilte Politik der jungen Bundesrepublik Deutschland gegenüber NS-Mitläufern bei gleichzeitig harter Verfolgung weniger Haupttäter mit dem Ziel, einerseits die Westintegration Deutschlands und andererseits den inneren Zusammenhalt der Bevölkerung zu sichern. 
Diese These vertreten Autoren wie Heiko Buschke und Norbert Frei. Letzterer nutzt den Begriff jedoch nicht in seiner allgemeinen Bedeutung, sondern führte ihn als Bezeichnung einer konkreten historischen Phase, die etwa die ersten fünf Jahre der Bundesrepublik Deutschland umfasst, ein.
Die deutsche Vergangenheitspolitik unter der Regierung Adenauers wurde auch parteiübergreifend anerkannt sowie von der Mehrheit der Bevölkerung befürwortet, da sie ein Amnestiebedürfnis der Deutschen bediente und eine Rückkehr zur Normalität in Aussicht stellte. Ergebnisse dieser innenpolitischen Bemühungen war etwa die 131er-Gesetzgebung oder das Straffreiheitsgesetz 1954.